# Dorylus fuscipennis
Dorylus fuscipennis is een mierensoort uit de onderfamilie van de Dorylinae. De wetenschappelijke naam van de soort is voor het eerst geldig gepubliceerd in 1892 door Emery.